# Grammaire bassa
La grammaire bassa est l’étude des éléments constitutifs et du fonctionnement de la langue bassa, notamment l’orthographe, les parties du discours, les types et formes de phrases et la morphologie.

## Ouvrages
Dès la colonisation, la langue bassa a été étudiée notamment par les missionnaires dans le cadre de leur mission d'évangéilisation. Plusieurs ouvrages de grammaire bassa sont alors édités :
- En 1912 paraît d'abord à Hambourg une grammaire bassa, suivie d'un dictionnaire bassa-allemand/allemand bassa, élaborée par le missionnaire protestant allemand Georg Schürle (1870–1909), en poste à la Mission de Bâle d'Édéa[2],[3].
- La grammaire bassa du père spiritain breton Julien Perono, arrivé au Cameroun en 1928[4], sera publiée en 1954 par la mission catholique de Douala[5].